# Университет ФОН
Университет ФОН (макед. ФОН Универзитет) — частный университет, главный корпус которого находится в Скопье, Северная Македония. Это второй частный университет, созданный в Северной Македонии после либерализации закона о высшем образовании в 2002 году. После его создания большое количество профессоров из Университета Святых Кирилла и Мефодия в Скопье перешли работать в этот университет и внесли важный вклад в создание лучшей системы образования в Республике Македония.
Сегодня у университета 10 факультетов с 170 преподавателями и 90 человек технического персонала. Университет является первым высшим учебным заведением в Северной Македонии, которое полностью выполнило Болонские требования и Европейскую систему перевода и накопления баллов. Университет имеет четыре кампуса в Скопье, Струге, Струмица и Гостиваре на площади более 90 000 квадратных метров. По состоянию на 2018-19 учебный год в университете обучается 863 студента.

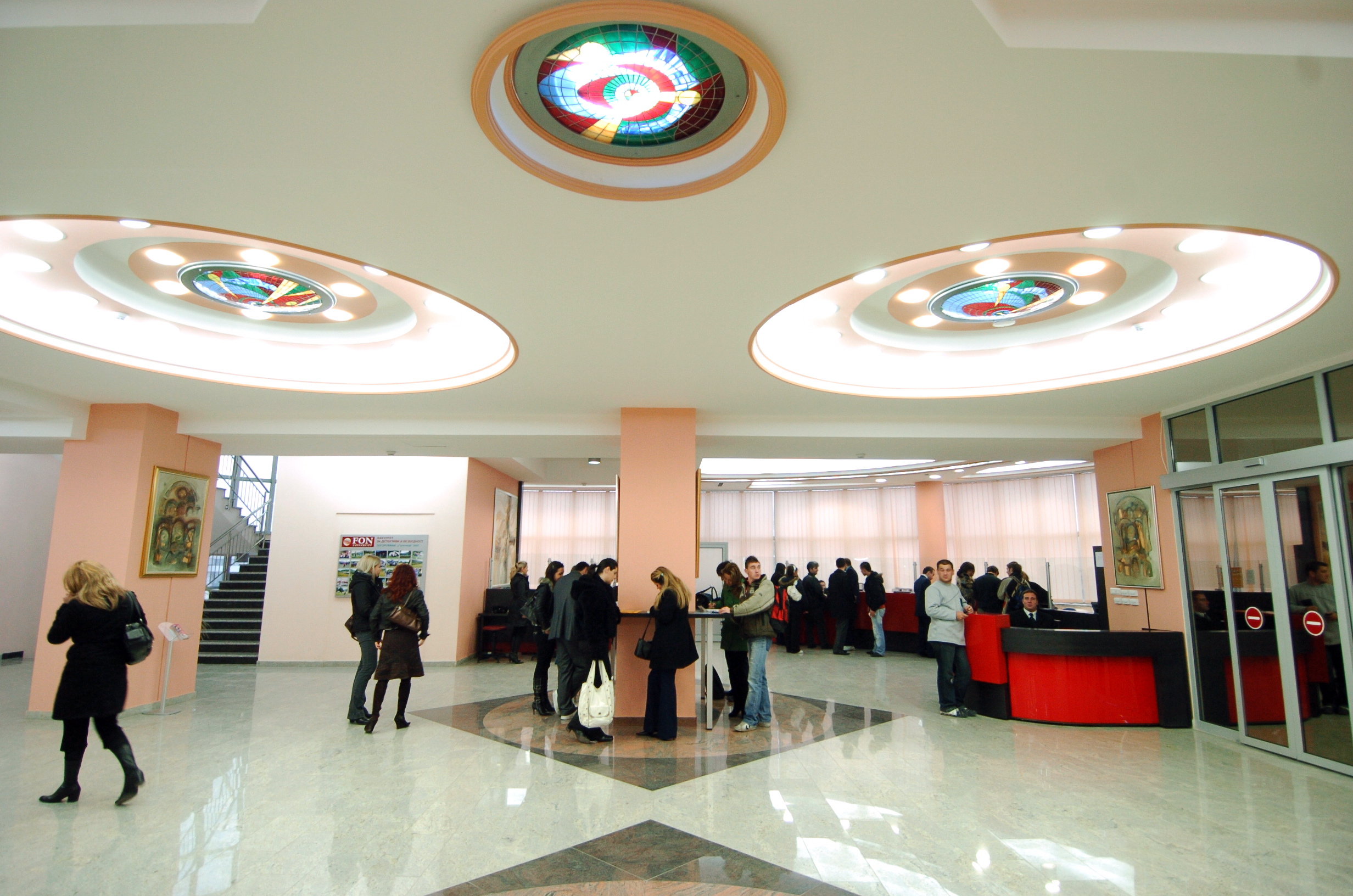
Первый этаж кампуса

## Факультеты
В университете 9 факультетов:
- Факультет права
- Факультет политологии, дипломатии и журналистики
- Факультет прикладных иностранных языков
- Факультет детективов и безопасности
- Факультет экономики
- Факультет информационных и коммуникационных технологий
- Факультет спорта и спортивного менеджмента
- Факультет дизайна и мультимедиа
- Факультет архитектуры

## Студенческая жизнь
В университете есть активный студенческий состав, который создает разные дополнительные мероприятия для студентов, организует проекты, находят стажировки для студентов, оценивает их учёбу и дает предложения по их продвижению в карьерной лестнице. Студенческая ассоциация издает журнал, в котором участвуют все студенты, имеющие опыт журналистики, и занимается вопросами, которые волнуют и интересуют студентов. Студенческая ассоциация также активно сотрудничает с Центром развития и карьеры.